# Жуан (река)
Жуан (фр. Jouanne) је река у Француској. Дуга је 58 km. Улива се у Мајен. 